# Bathybagrus platycephalus
Bathybagrus platycephalus är en fiskart som först beskrevs av Richard Dane Worthington och Ricardo, 1937.  Bathybagrus platycephalus ingår i släktet Bathybagrus och familjen Claroteidae. IUCN kategoriserar arten globalt som livskraftig. Inga underarter finns listade.